# HMailServer
Chronologie des versions
5.6.8 - Build 2538
hMailServer est un serveur de messagerie gratuit pour Windows créé par Martin Knafve. Il fonctionne comme un service Windows et inclut des outils d'administration pour la gestion et la sauvegarde. Il prend en charge les protocoles de messagerie IMAP, POP3 et SMTP . Il peut utiliser des moteurs de base de données externes tels que MySQL, MS SQL ou PostgreSQL, ou un moteur interne MS SQL Compact Edition pour stocker les données de configuration et d'indexation. Les messages réels sont stockés sur le disque dans un format MIME brut. Il dispose de forums de soutien et de développement actifs.
Des fonctionnalités communes telles que la prise en charge de plusieurs domaines, les alias, les listes de diffusion et de base sont présentes. Les utilisateurs peuvent être authentifiés à la fois sur le système utilisateur local hMailServer et sur un Active Directory externe.

## Anti-spam
hMailServer propose un certain nombre de mécanismes Anti Spam différents :
- Liste noire DNS basée sur l'hôte ( DNSBL )
- Liste noire DNS basée sur les URL ( SURBL )
- Liste grise (il faut réessayer d'envoyer pour que le message réussisse)
- FPS
- Intégration SpamAssassin intégrée
- DKIM (en version 5.1)

## Antivirus
Le logiciel hMailServer a un support intégré pour ClamWin/ClamAV. Il est possible d'exécuter n'importe quel antivirus en ligne de commande.

## Autres caractéristiques
- Signatures de domaine et de compte (pour les pieds de page légaux et publicitaires)
- Règles côté serveur (règles pour les comptes individuels disponibles en v5)
- Récupération des messages des comptes POP3 externes
- Quotas sur les tailles de domaine, de boîte aux lettres et de message individuel
- Plus d'adressage (en utilisant + pour créer un alias virtuel pour un compte spécifique à une tâche, comme vu dans Gmail )
- Blocage des pièces jointes (basé sur l'extension des pièces jointes)
- Routes SMTP personnalisées pour des domaines spécifiques (peuvent être utilisées pour configurer la sauvegarde MX, le transfert et plus encore)
- API (il est possible d'écrire des scripts hMailServer en utilisant VBScript et JScript)
- Prise en charge intégrée de SSL

## L'intégration
- Logiciel antivirus ClamAV
- SquirrelMail pour le webmail, (nécessite IIS ou Apache ); correction orthographique disponible[réf. nécessaire]
- Roundcube pour le webmail, nécessite également un fournisseur de base de données auxiliaire tel que mySQL pour fonctionner[réf. nécessaire]
- Filtre anti-spam SpamAssassin

## Histoire
Le projet hMailServer a été lancé en 2003. Jusqu'en 2008 et la version 4, le projet était sous licence GPL. Les versions 5.0 à 5.3 étaient propriétaires,. Depuis la version 5.4, hMailServer est sous licence GNU AGPL 3,,La version actuelle de hMailServer semble être à nouveau open source  Ceci est également noté sur la page d'accueil de hMailServer.
Le 15 janvier 2022, Martin Knafve annonce que hMailServer n'est plus activement développé et suggère de migrer vers des solutions alternatives.

## Voir également
- Comparatif des serveurs de messagerie
- Liste des logiciels de serveur de messagerie